# Resolución 351 del Consejo de Seguridad de las Naciones Unidas
La resolución 351 del Consejo de Seguridad de las Naciones Unidas, adoptada el 10 de junio de 1974, después de examinar la solicitud de  Bangladés para la membresía en las Naciones Unidas, el Consejo recomendó a la Asamblea General que Bangladés fuese admitida.
La resolución fue adoptada sin votación.